# Gymnotidae
Famille
Les Gymnotidae forment une petite famille de poissons d'eau douce d'Amérique centrale et d'Amérique du Sud. Elle comprend 19 espèces, réparties en 2 genres : Electrophorus et Gymnotus. Ils ont tous la caractéristique de posséder des organes électriques capables de produire une grande quantité de bioélectricité.

## Liste des genres
Selon FishBase, ADW, NCBI et WoRMS :
- genre Electrophorus Gill, 1864
- genre Gymnotus Linnaeus, 1758

Selon ITIS :
- genre Gymnotus Linnaeus, 1758